# Sot de la Vall
El Sot de la Vall és un sot, o vall estreta i feréstega, del terme municipal de Sant Quirze Safaja, a la comarca del Moianès. Pertany al territori del poble rural de Bertí.
És a l'extrem sud del terme municipal, en el vessant sud-est del Serrat de les Roquetes, al nord-oest del Mas Bosc. Es forma a ponent de Coll de Gasents, des d'on davalla cap a ponent, decantant-se progressivament cap al sud-oest; passa pel Sot del Prat, al nord-oest de Puig-arnau i del Turó de Puig-arnau, i al sud-est del Soler del Coll, fins que arriba als Camps de la Vall, a llevant del lloc on hi hagué la masia de la Vall. En aquest lloc, trenca cap al sud-oest, passa al sud-oest de la Solella de les Roquetes i al nord-oest del Puig Romaní, fins que a ponent del Mas Bosc s'aboca en el torrent del Mas Bosc, just al lloc per on passa el límit entre els termes esmentats.